# Гильема де Монкада
Гильема (Гильемина) де Монкада (кат. Guillema de Montcada, фр. Guillelmine de Montcada; ок. 1245/1255 — 1309) — дама де Монкада и баронесса Кастельви-де-Росанес с 1290, 4-я дочь виконта Беарна Гастона VII и виконтессы Марсана Маты де Мата.

## Биография
Гильема родилась между 1245 и 1255 годами. Её отец, виконт Беарна Гастон VII, был одним из самых могущественных феодалов в Гаскони. Её мать, Мата, после смерти в 1251 году графини Бигорра Петронеллы унаследовала виконтство Марсан, а также права на Бигорр, спор из-за наследования которого периодически возникал.
12 марта 1266 года Гильема была помолвлена с Альфонсо Мануэлем, сыном кастильского инфанта Мануэля, брата короля Альфонсо X. Одновременно старшая сестра Гильемы, Констанция, была помолвлена с самим инфантом Мануэлем, овдовевшим к тому моменту. Однако из-за родства на оба брака нужно было папское разрешение, но папа его не дал, поэтому оба брака не состоялись.
6 февраля 1270 года Гильема была помолвлена вторично — с Санчо, сыном короля Кастилии Альфонсо X, будущим королём Кастилии под именем Санчо IV. Однако и этот брак не состоялся.
В 1290 году умер Гастон Беарнский. Ещё в 1286 году он, убедившись в том, что Констанция, его старшая дочь, останется бездетной, принял решение завещать следующей по старшинству дочери, Маргарите, Беарн, причём в завещании Гастона было оговорено, что Беарн должен быть объединён с графством Фуа. Габардан, Брюлуа и испанские владения, которые он ранее намеревался оставить Маргарите, были у неё изъяты. Это решение подписали 3 дочери Гастона — Констанция, Маргарита и Гильема. Ещё одна дочь, Мата, которая была замужем за графом Арманьяка Жеро VI, подписи не поставила, однако позже обещала исполнить желание отца. Перед смертью Гастон подтвердил свои намерения по наследству. Маргарите и её мужу достался Беарн, Мате — Габардан, Брюлуа и Озан, Гильеме — владения в Каталонии, включая сеньорию Монкада и баронство Кастельви-де-Росанес. Маргарита продолжала управлять наследством матери, также в её пожизненном управлении находились некоторые владения, завещанные сёстрам. Однако Мата отказалась признать завещание, обвинив Маргариту и её мужа в фальсификации. В результате спор за наследство Гастона перерос в войну между графами Фуа и Арманьяка.
Гильема не принимала участие в спорах сестёр за наследство, удовлетворившись каталонскими владениями. Из наследства матери ей досталась земля Ривьер и несколько других владений. Но ей понадобились деньги, поэтому Гильема заложила Ривьер королю Англии. Правда 28 августа 1291 года Гильема вышла замуж за арагонского инфанта Педро, вице-короля Каталонии, младшего брата короля Арагона Хайме II, который был её младше больше чем на 20 лет. Благодаря этому браку она смогла раздобыть необходимую сумму и вернула её королю, получив обратно Ривьер. 
Её брак оказался бездетным, а Педро умер в 1296 году от чумы. После этого она больше замуж не выходила.
Из всех сестёр больше всего она любила Мату, жену графа Арманьяка. Поэтому в качестве наследника она выбрала одного из её сыновей — Гастона д’Арманьяка, виконта Фезансаге, которому благоволила больше всего. Ещё при жизни она отдала ему замок Кастельвьель. И по завещанию именно он был её единственным наследником.
Гильема умерла в 1309 году, ей наследовал Гастон д’Арманьяк. Однако на наследство Гильемы высказали претензии её сестра Маргарита с сыном Гастоном I де Фуа. Спор за наследство длился несколько лет, а Монкада и Кастельви-де-Росанес в итоге перешли к Маргарите.

## Брак
Муж: с 28 августа 1291 Педро Арагонский (ок. 1275 — 30 августа 1296), инфант Арагона, вице-король Каталонии с 1285